# 台湾乳豆
台湾乳豆（学名：Galactia formosana）为豆科乳豆属下的一个种。其种加词“formosana”意为“台湾的”。
现接受名为琉球乳豆（Galactia tashiroi Maxim., 1886）。